# Крименська волость
Крименська волость — адміністративно-територіальна одиниця Володимир-Волинського повіту Волинської губернії Російської імперії та Української держави. Волосний центр — село Кримне. 
Наприкінці ХІХ ст. територія волості розширилася на схід за рахунок приєднання території ліквідованої Дубечанської волості, натомість до Головенської волості відійшли села Галина Воля та Стара Гута.
Станом на 1885 рік складалася з 33 поселень, 7 сільських громад. Населення — 8486 осіб (4260 чоловічої статі та 4226 — жіночої), 1251 дворове господарство.
|                     | Площа, десятин | У тому числі орної, дес. |
| ------------------- | -------------- | ------------------------ |
| Сільських громад    | 11960          | 6009                     |
| Приватної власності | 745            | 15                       |
| Казенної власності  | 196            | —                        |
| Іншої власності     | 347            | 175                      |
| Загалом             | 13248          | 6199                     |

Основні поселення волості:
- Кримне — колишнє державне село при озерах Домашнє та Пічочне за 96 верст від повітового міста, волосне правління, 3000 осіб, 423 двори, 2 православні церкви, школа, 2 постоялих будинки, 2 лавки.
- Галиноволя — колишнє державне та власницьке село при річці Копечанській та болоті Лузі, 560 осіб, 59 дворів, православна церква.
- Голоні Смоляри — колишнє державне село, 627 осіб, 84 двори, школа, постоялий будинок, цегельний та смоляний заводи.
- Любохини — колишнє державне село при озері, 2000 осіб, 311 дворів, 2 православні церкви, постоялий будинок.
- Стара Гута — колишнє державне село, 1450 осіб, 217 дворів, православна церква, школа, постоялий будинок.

## Під владою Польщі
18 березня 1921 року Західна Волинь окупована Польщею. Волості було перетворено на ґміни, відповідно, адміністративна одиниця отримала назву ґміна Кримно. Волость входила до Ковельського повіту Волинського воєводства. Межі та склад колишньої волості збереглися, що й за Російської імперії та Української держави.
На 1936 рік ґміна складалася з 10 громад:
1. Дубечне — село: Дубечне, хутори: Чопівник, Холоп'я, Кроликове, Костянів, Садиби, Ставок і Запукалове та залізнична станція: Кримно;
2. Глухи — село: Глухи та хутори: Діброва, Дроздове, Дранинка, Душки, Яструбецьке, Маковищі, Нінове, Прохід, Корова, Ратиха, Річки, Середнє, Шмірешеве, Волані, Виперець, Великеполе, Закупні й Зачанські;
3. Яревище — село: Яревище та хутори: Чинки, Дубрівка, Ясинівка, Оделейків, Осина, Підлісок, Підраків, Ризи, Святий і Заполона;
4. Кримно — село: Кримно та хутори: Бровар, Городище, Язвина, Кути, Мар'янська Фабрика, Малків, Мокре, Надлісництво Кримно, Свіняри, Віноки, Заліс, Залюття і Замостище;
5. Любохини — село: Любохини та хутори: Багриїв, Дубенськ, Камянське, Малків, Парня, Селецьке, Шимшин, Забілим і Жирельці;
6. Лютка — село: Лютка та хутори: Город, Підбрикся і Заставоччя;
7. Новосілки — село: Новосілки;
8. Рокита — село: Рокита та хутори: Чабалівка, Корені, Підмороги і Потакова;
9. Смолярі — село: Смолярі та хутір: Діброва;
10. Текля — село: Текля та хутори: Лісничівка Дубечне і Садиби.

Після радянської анексії західноукраїнських земель ґміна ліквідована у зв'язку з утворенням районів.